# 朝霧裕
朝霧 裕（あさぎり ゆう、1979年2月28日 - ）は、埼玉県比企郡滑川町出身のシンガーソングライター、作家。
10万人に1人の発症率とされ、全身の筋力が発育せず、徐々に弱くなる難病ウエルドニッヒ・ホフマン症（脊髄性筋萎縮症）を持ちながら作家、歌手として活動する。同難病は、原因不明、治療法の無い進行性の筋疾患として特定疾患に指定されている。車いすの歌手、ウエルドニッヒ・ホフマン症の歌手として、日本初、また日本で唯一の存在である。まだ公的なヘルパー資格制度や、介護・介助に関わる法整備がない時代から、重度障害を持つ特に女性の社会参加について、著作やライブ活動を通じ、大きく貢献した人物の一人である。

## 人物・来歴
ライブステージが「車いすの歌姫」と称され地元新聞に取り上げられたことから、新聞・テレビで話題となり、ライブハウスや全国の小中学校等でライブ、コンサートを展開する。私生活では、24時間ヘルパーの介助を受けて自立生活を送る。「ひとりではベッドに寝た姿勢から首を起こす力がない」と著書に綴るほどの重度障害者でありながら、多くの介助ヘルパーやプロミュージシャン、地域市民と支え合い生きる。
東日本大震災以降、自身が難病を持つ視座から、障害、貧困、いじめ、差別等、個々の要因で生きることに困難を抱えた当事者に対し「心の抑圧からの解放」を著書やライブステージを通じて呼びかけている。また、「障害や難病当事者ゆえに、○○が出来ない」という、生活、就学、就労、移動手段へのアクセス等、日常生活や社会参加への困難について、本人の障害そのものだけがすべてのできない原因なのではなく、社会モデルとして考えるべき重要な人権の問題であるという考えに一貫している。
愛称は「だっこ」。

### 年譜
- 2003年 - 2018年 　さいたま市ふれあい福祉基金チャリティーコンサート彩の国ゆめコンサート発起人
- 2008年 - 2010年　骨髄バンクへのチャリティーコンサートLIVE FOR LIFE音楽彩出演。
- 2010年　『命いっぱい、抱きしめて』（たちばないさぎ作）でその半生が漫画化される。
- 2011年　朝霧裕の出身地である埼玉県比企郡滑川町にある築200年の古民家にて、自主公演「あしたのたね―エネルギー・シフトへの願いをこめて―」を開催する。当時YouTubeで拡散され、賛否両論を含めて大きな話題となっていた自由詩「みえないばくだん」（たかはしよしこ著、後に小学館より刊行）を朗読する。同時期より、市民団体「みんなで決めよう「原発」国民投票」の呼びかけや、原子力発電所反対デモにも参加。twitter等を通じて脱原発を支持する発言をする。
- 2012年　音と踊りの創作舞台「虹」企画出演。
- 2013年　チャリティーコンサート「響け!いのちのうたコンサート」スペシャルゲスト木村弓（ピアノ中川俊郎）企画出演
- 2014年　ふれあい福祉基金チャリティーコンサート　第８回　彩の国ゆめコンサート企画出演　スペシャルゲスト　木村弓　ピアノ　中川俊郎
- 2016年　熊本地震被災地チャリティーコンサート「手から手へ」企画出演。写真家　齋藤陽道とのコラボレーションコンサートとする。出演は他に奥野裕介、ソウマヒカリ

### 受賞歴
- 第8回塙保己一賞奨励賞受賞（2014年）
- 日本青年会議所主催の青年版国民栄誉賞2007年度「人間力大賞・NHK賞」受賞（2007年）[1]
- 第10回全国障害者ありのまま記録大賞詩部門大賞受賞（1994年）

## 作品

### CD
- STAR TOUR（A-Mode）
- ファンシーグルーブ／名前で呼んで（d-dash records）
- ドレミ（自主制作）
- ファイン（自主制作）
- 空の音（自主制作）

### 単著
- いつかの未来は夏の中（1995年、七賢出版）ISBN 488304243X
  - 第10回全国障害者ありのまま記録大賞詩部門大賞受賞作
- 命いっぱいに、恋〜車いすのラブソング〜（2004年、水曜社）ISBN 4880651206
  - 平成19年度全国家庭科教科書採用
- 車いすの歌姫―一度の命を抱きしめて―（2010年、KKベストセラーズ）ISBN 4584132321
- 命いっぱいに、恋〜車いすのラブソング〜（電子書籍版 2011年、水曜社、honto）
- 写真詩集・零（電子書籍版 2011年、水曜社、honto 写真：三好祐司　音楽：奥野裕介）
- バリアフリーのその先へ!――車いすの3.11（2014年、岩波書店）ISBN 4000287230

### 共著・原作他
- 旅の森シリーズ わくわくバリアフリーの旅（2000年、昭文社）ISBN 4398131906
- 命いっぱい、抱きしめて（漫画：たちばないさぎ、2007年、続編2010年、白泉社「silkiy」掲載）
- 身体をめぐるレッスン〜交錯する身体〜（2007年、岩波書店 編・市野川容孝）ISBN 4000267302
- 障害学研究2（2006年、明石書店）ISBN 4750324655
- 障害学研究5（2008年、明石書店）ISBN 4750330140